# Paluan
Paluan ist eine philippinische Stadtgemeinde in der Provinz Occidental Mindoro, sie wurde am 5. Januar 1901 gegründet. Sie hat 16.025 Einwohner (Zensus 1. August 2015). Auf dem Gebiet der Gemeinde liegt das Mount Calavite Wildlife Sanctuary, eines der ältesten Naturschutzgebiete der Philippinen. Die Gemeinde liegt am westlichen Ausgang der Isla-Verde-Straße zur Calavite-Straße und dem Südchinesischen Meer. Die Calavite-Straße trennt Mindoro von den Lubang-Inseln. 

## Baranggays
Paluan ist politisch in zwölf Baranggays unterteilt.
- Alipaoy
- Harrison
- Lumangbayan
- Mananao
- Marikit
- Mapalad Pob. (Bgy. 1)
- Handang Tumulong Pob. (Bgy. 2)
- Silahis Ng Pag-Asa Pob. (Bgy. 3)
- Pag-Asa Ng Bayan Pob. (Bgy. 4)
- Bagong Silang Pob. (Bgy. 5)
- San Jose Pob. (Bgy 6)
- Tubili